# Адебайор, Эммануэль
Эммануэ́ль Адебайо́р (фр. Emmanuel Adebayor; род. 26 февраля 1984[…], Ломе) — тоголезский футболист, нападающий.

## Клубная карьера
В «Меце» дебютировал в сезоне 2001/02, но ещё сильнее он впечатлил всех в следующем сезоне, забив 13 голов. Такой игрой заинтересовал «Монако». С этим клубом дошёл до финала Лиги чемпионов сезона 2003—2004, а также был признан лучшим тоголезским игроком года.
За «Арсенал» дебютировал в матче с «Бирмингемом», который канониры выиграли 2:0, а сам тоголезец забил 1 гол. В сезоне 2006/07 Эммануэль забил 8 мячей в составе «Арсенала» и с уходом Анри стал главной ударной силой своего клуба. В мае 2007 Адебайор подписал с «Арсеналом» долгосрочный контракт. В сезоне 2007/08 тоголезец записал на свой счёт 30 голов, став лучшим бомбардиром клуба, и вошёл в символическую сборную английской Премьер-лиги по итогам сезона. Гол, забитый на 52-й минуте в ворота «Рединга» в матче 13-го тура чемпионата 2007/08 (3:1), стал для «канониров» тысячным в английской премьер-лиге. Несмотря на слухи о возможном переходе Адебайора в «Милан», нападающий остался в клубе. Проведя в стане канониров ещё один сезон (2008/09, в котором Адебайор забил 16 мячей), тоголезец принял решение перейти в «Манчестер Сити». Всего за «Арсенал» провёл 142 матча и забил 62 гола.
18 июля 2009 года за 25 млн фунтов перешёл в «Манчестер Сити». В дебютном сезоне за «Сити» Адебайор забил 14 голов в 26 матчах Премьер-Лиги. Однако в сезоне 2010/11 Адебайор прекратил попадать в основной состав и в январе 2011 года был отдан в аренду мадридскому «Реалу» до конца сезона с правом выкупа за 15 млн фунтов.

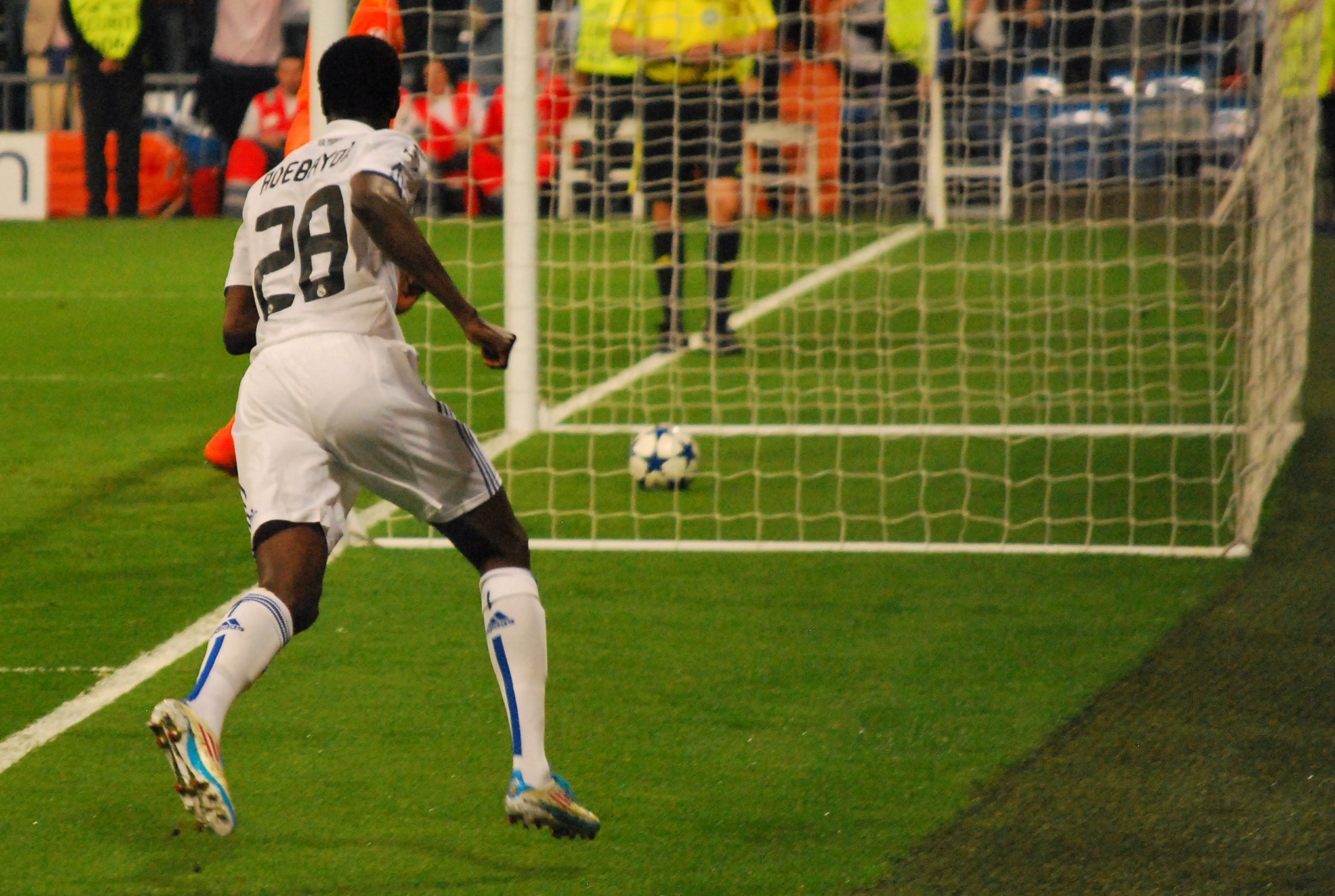
Эммануэль Адебайор в составе мадридского «Реала»

30 января 2011 года дебютировал за «Реал» в выездном матче чемпионата Испании 2010/11 против «Осасуны». Вышел на замену на 65-й минуте вместо Анхеля Ди Марии. 3 февраля 2011 года открыл счёт за «blancos» в домашнем матче Кубка Испании 2010/11 против «Севильи». Мяч, забитый Адебайором на 95-й минуте (в компенсированное время), стал 5000 голом «Реала» на «Сантьяго Бернабеу». В матчах чемпионата носил футболку с 6 номером, однако в еврокубках он заявлен за Мамаду Диарра. Поэтому в Лиге чемпионов форвард играл под номером 28.
25 августа 2011 на правах аренды перебрался в английский «Тоттенхэм». В сезоне 2011/12 в 33 матчах забил 17 голов. После столь успешного сезона 21 августа 2012 перешёл в «Тоттенхэм» на постоянной основе. Сумма сделки составила £5 миллионов. В конце января 2016 перешёл в «Кристал Пэлас» на правах свободного агента.
31 января 2017 года было объявлено о переходе Адебайора в турецкий «Истанбул Башакшехир». Соглашение с тоголезским футболистом рассчитано до лета 2018 года. 10 апреля впервые за долгое время оформил хет-трик в матче с «Галатасараем». Он забил шесть голов в 11 матчах чемпионата за оставшуюся часть сезона. 19 ноября 2017 года Адебайор сделал ещё один хет-трик в ворота всё того же «Галатасарая», клуб одержал победу 5:1. 20 июня 2019 года покинул «Истанбул Башакшехир». 26 августа 2019 года Адебайор присоединился к «Кайсериспору», подписав однолетний контракт. Он покинул клуб в декабре 2019 года.

## Карьера в сборной
Стал настоящим героем Того, забив 11 голов в африканской квалификации на чемпионат мира 2006 года и став её лучшим бомбардиром, благодаря чему сборная Того впервые в своей истории попала на Мундиаль. Несмотря на небольшой конфликт с руководством сборной на Кубке африканских наций 2006 года, Эммануэль Адебайор стал капитаном сборной Того. После разногласий с федерацией по поводу премиальных выгнали из сборной (по другим данным это обусловлено тем, что 8 января этого года Адебайор вместе с партнёрами по сборной Того попал под обстрел, когда автобус с командой направлялся в Анголу). В феврале 2016 года объявил о завершении международной карьеры, но спустя месяц решил вернуться в сборную.

## Статистика выступлений
| Выступление         | Выступление      | Выступление      | Чемпионат | Чемпионат | Кубки | Кубки | Еврокубки | Еврокубки | Итого | Итого |
| Клуб                | Лига             | Сезон            | Игры      | Голы      | Игры  | Голы  | Игры      | Голы      | Игры  | Голы  |
| ------------------- | ---------------- | ---------------- | --------- | --------- | ----- | ----- | --------- | --------- | ----- | ----- |
| Мец                 | Лига 1           | 2001/02          | 10        | 2         | 1     | 0     | 0         | 0         | 11    | 2     |
| Мец                 | Лига 1           | 2002/03          | 34        | 13        | 8     | 4     | 0         | 0         | 42    | 17    |
| Мец                 | Итого            | Итого            | 44        | 15        | 9     | 4     | 0         | 0         | 53    | 19    |
| Монако              | Лига 1           | 2003/04          | 31        | 8         | 4     | 0     | 9         | 0         | 44    | 8     |
| Монако              | Лига 1           | 2004/05          | 34        | 9         | 6     | 3     | 10        | 2         | 50    | 14    |
| Монако              | Лига 1           | 2005/06          | 13        | 1         | 1     | 0     | 7         | 3         | 21    | 4     |
| Монако              | Итого            | Итого            | 78        | 18        | 11    | 3     | 26        | 5         | 115   | 26    |
| Арсенал             | Премьер-лига     | 2005/06          | 13        | 4         | 0     | 0     | 0         | 0         | 13    | 4     |
| Арсенал             | Премьер-лига     | 2006/07          | 29        | 8         | 7     | 4     | 8         | 0         | 44    | 12    |
| Арсенал             | Премьер-лига     | 2007/08          | 36        | 24        | 3     | 3     | 9         | 3         | 48    | 30    |
| Арсенал             | Премьер-лига     | 2008/09          | 26        | 10        | 2     | 0     | 9         | 6         | 37    | 16    |
| Арсенал             | Итого            | Итого            | 104       | 46        | 12    | 7     | 26        | 9         | 142   | 62    |
| Манчестер Сити      | Премьер-лига     | 2009/10          | 26        | 14        | 5     | 0     | 0         | 0         | 31    | 14    |
| Манчестер Сити      | Премьер-лига     | 2010/11          | 8         | 1         | 0     | 0     | 6         | 4         | 14    | 5     |
| Манчестер Сити      | Итого            | Итого            | 34        | 15        | 5     | 0     | 6         | 4         | 45    | 19    |
| Реал Мадрид         | Примера          | 2010/11          | 14        | 5         | 2     | 1     | 6         | 2         | 22    | 8     |
| Реал Мадрид         | Итого            | Итого            | 14        | 5         | 2     | 1     | 6         | 2         | 22    | 8     |
| Тоттенхэм Хотспур   | Премьер-лига     | 2011/12          | 33        | 17        | 4     | 1     | 0         | 0         | 37    | 18    |
| Тоттенхэм Хотспур   | Премьер-лига     | 2012/13          | 25        | 5         | 1     | 0     | 8         | 3         | 34    | 8     |
| Тоттенхэм Хотспур   | Премьер-лига     | 2013/14          | 21        | 11        | 2     | 1     | 2         | 2         | 25    | 14    |
| Тоттенхэм Хотспур   | Премьер-лига     | 2014/15          | 13        | 2         | 2     | 0     | 2         | 0         | 17    | 2     |
| Тоттенхэм Хотспур   | Итого            | Итого            | 92        | 35        | 9     | 2     | 12        | 5         | 113   | 42    |
| Кристал Пэлас       | Премьер-лига     | 2015/16          | 12        | 1         | 3     | 0     | 0         | 0         | 15    | 1     |
| Кристал Пэлас       | Итого            | Итого            | 12        | 1         | 3     | 0     | 0         | 0         | 15    | 1     |
| Истанбул Башакшехир | Суперлига        | 2016/17          | 11        | 6         | 5     | 1     | 0         | 0         | 16    | 7     |
| Истанбул Башакшехир | Суперлига        | 2017/18          | 30        | 15        | 1     | 1     | 5         | 1         | 36    | 17    |
| Истанбул Башакшехир | Суперлига        | 2018/19          | 19        | 3         | 4     | 1     | 1         | 0         | 24    | 4     |
| Истанбул Башакшехир | Итого            | Итого            | 60        | 24        | 10    | 3     | 6         | 1         | 76    | 28    |
| Кайсериспор         | Суперлига        | 2019/20          | 8         | 2         | 0     | 0     | 0         | 0         | 8     | 2     |
| Кайсериспор         | Итого            | Итого            | 8         | 2         | 0     | 0     | 0         | 0         | 8     | 2     |
| Олимпия             | Первый дивизион  | 2019             | 2         | 0         | 0     | 0     | 2         | 0         | 4     | 0     |
| Олимпия             | Итого            | Итого            | 2         | 0         | 0     | 0     | 2         | 0         | 4     | 0     |
| Всего за карьеру    | Всего за карьеру | Всего за карьеру | 448       | 161       | 61    | 20    | 84        | 26        | 593   | 207   |

## Достижения

### Командные
«Монако»
- Финалист Лиги чемпионов УЕФА: 2003/04

«Реал Мадрид»
- Обладатель Кубка Испании: 2010/11

### Личные
- Лучший футболист Того (4): 2005, 2006, 2007, 2008
- Африканский футболист года по версии Би-би-си: 2007
- Африканский футболист года: 2008[8]
- Команда года по версии ПФА: 2007/08
- Символическая сборная Африки по версии КАФ: 2008[9]

## Личная жизнь
Адебайор занимается благотворительностью: он помог открыть школу и клинику в Того. В 2011 году для ганских городов Хамиле и Коро он передал властям два аппарата по выкачиванию воды, оснащенные фильтрами. В начале июля 2015 года принял ислам.
В декабре 2017 года Адебайор усыновил Джуниора Эммануэля, сына своего старшего брата Питера, который скончался.